# Selago pachypoda
Selago pachypoda är en flenörtsväxtart som beskrevs av Robert Allen Rolfe. Selago pachypoda ingår i släktet Selago och familjen flenörtsväxter. Inga underarter finns listade i Catalogue of Life.